# 소 도신
소 도신(宗道臣, 본명:나카노 미치아노, 中野道臣, 1911년 2월 10일 ~ 1980년 5월 12일)는 일본 군인이자 무술가였다. 그는 쇼린지 겐포와 콩기 젠 (金剛禅, Kongo Zen) 교리의 창시자이자 창시자로 가장 잘 알려져 있다. 쇼린지 겐포의 실무자들은 그를 "창시자"라는 뜻의 일본어로 '가시오'라고 부른다.